# 拉塞莱特 (多姆山省)
拉塞莱特（法語：La Cellette，法語發音：[la selɛt]）是法国多姆山省的一个市镇，属于里永区。该市镇总面积10.99平方公里，2009年时的人口为161人。

## 人口
拉塞莱特人口变化图示